# Sten-Bertil Vide
Sten-Bertil Vide, född 14 december 1915 i Hallaryds församling, Kronobergs län, död 8 augusti 2002, var en svensk språkvetare och arkivarie.
Vide, som var son till målare C.O. Vide och småskollärare Matilda Svensson, avlade studentexamen i Malmö 1936, blev filosofie kandidat 1948, filosofie licentiat 1956 och filosofie doktor i Lund 1967. Han tjänstgjorde på Landsmålsarkivet i Lund från 1947, blev amanuens där 1952 och var arkivarie från 1957. Han utgav huvudsakligen vetenskapliga verk om det sydsvenska målområdet. Utöver nedanstående skrifter författade han ett flertal artiklar i språkliga och folkloristiska ämnen.